# Turn Da Music Up
"Turn Da Music Up" é um single do álbum Dreams, lançado pelo projeto de eurodance 2 Brothers on the 4th Floor em 1991. A canção foi escrita por Bobby Boer, Dancability, Gale Robinson e Peter Baburek, e foi produzida por 2 Brothers on the 4th Floor. Os raps são feitos por Da Smooth Baron MC (Peter Baburek) e os vocais são de Gale Robinson. Essa é a ultima canção a conter a participação de Da Smooth Baron MC e Gale Robinson, antes de D-Rock e Des'Ray serem os novos cantores.
A canção obteve sucesso nos Países Baixos, onde conseguiu entrar no Top 20 da parada musical do país, na posição #17.

## Faixas
CD Maxi-Single
| N.º | Título                                  | Duração |  |
| 1.  | "Turn Da Music Up" (Milano Radio Edit)  | 4:37    |  |
| 2.  | "Turn Da Music Up" (Detroit Club Mix)   | 7:24    |  |
| 3.  | "Turn Da Music Up" (New York Radio Mix) | 5:18    |  |
| 4.  | "Turn Da Music Up" (Milano Radio Mix)   | 6:37    |  |
| 5.  | "Turn Da Music Up" (Only Da Music)      | 3:59    |  |
| 6.  | "Turn Da Music Up" (Acapella)           | 1:37    |  |

12" Single
| N.º | Título                              | Duração |  |
| 1.  | "Turn Da Music Up" (First Version)  | 6:36    |  |
| 2.  | "Turn Da Music Up" (Second Version) | 5:19    |  |
| 3.  | "Turn Da Music Up" (3rd Version)    | 7:24    |  |
| 4.  | "Turn Da Music Up" (4th Version)    | 5:21    |  |
| 5.  | "Turn Da Music Up" (5th Version)    | 5:02    |  |

12" Single The Ultimate Rave Mixes (1992)
| N.º | Título                                   | Duração |  |
| 1.  | "Turn Da Music Up" (Rave Mix)            |         |  |
| 2.  | "Turn Da Music Up" (Sequential Home Dub) |         |  |
| 3.  | "Turn Da Music Up" (London Club Mix)     |         |  |

## Desempenho nas paradas musicais
| Parada musical (1991/1992) | Melhor posição |
| -------------------------- | -------------- |
| Países Baixos (MegaCharts) | 17             |